# 罗丝·弗里施
罗丝·爱泼斯坦·弗里施（英語：Rose Epstein Frisch，1918年7月7日—2015年1月30日），美国生理学家，研究领域为女性生育与人类发展。她在瘦体素的发现工作中起着重要作用。她以在不孕症上的研究工作而闻名，特别是发现低体脂也是导致不孕症的一个因素。

## 生平
1918年罗丝·弗里施出生在布朗克斯区。早年就读于马萨诸塞州北安普顿的的史密斯学院，1939年获得文学学士学位。1940年，她在哥伦比亚大学获得动物学硕士学位。1943年获得威斯康星大学遗传学博士学位，研究果蝇。第二次世界大战期间，罗丝和丈夫戴维曾参与洛斯阿拉莫斯国家实验室的原子弹项目，罗丝成为曼哈顿计划里的一名人工计算者（Human computer）。。
在她的孩子们长大后，罗丝开始在马萨诸塞州剑桥市的哈佛大学人口与发展研究中心担任研究职务直至退休。她研究游泳运动员、舞蹈家和其它运动员们来探究体脂如何影响生育能力以及对其他疾病如乳腺癌的影响。

## 家庭
父亲斯特拉·爱泼斯坦、母亲露易丝是来自俄罗斯的移民。丈夫戴维·H·弗里施，两人在在史密斯学院相识。。

## 学术贡献
罗丝关注脂肪组织（脂肪）对生育力的作用，她发现低体脂（低于百分之十七时）可能导致不孕不育和一些女性生理病症。这一发现发表在1974年的《科学》杂志上。她还发现运动员患乳腺癌的风险较低。
她参与了哈佛大学陈笃生公共卫生学院剑桥人口与发展研究中心 （页面存档备份，存于）的事务。
罗丝受到女性运动员的广泛尊重，她们经常运用罗丝研究收集到的一部分知识来实现怀孕。

## 代表作
- 罗丝 E·弗里施 《女性生育能力与体脂的联系》平装版 (2004). 芝加哥大学出版社ISBN 9780226265469
- 罗丝 E·弗里施 《植物养活世界》. (1966).  Van Nostrand; 第一版 (1966). ASIN: B0000CNBFC - 儿童营养书
- 罗丝 E·弗里施 《脂肪组织与繁殖》 (March 1990).  S Karger 出版社. ISBN 978-3805550666.